# 奧利弗·博扎尼奇
奧利弗·博扎尼奇（英語：Oliver John Bozanić）是澳大利亞職業男子足球運動員。在場上可勝任多個位置。現效力於澳職球隊中岸水手。他也代表澳大利亞國家足球隊參加比賽。

## 榮譽

### 球會
中部海岸海員
- 澳洲職業足球聯賽冠軍：2011/12年
- 澳洲職業足球聯賽季後賽冠軍：2012/13年

### 國際賽
澳洲隊
- 東南亞U19青年錦標賽冠軍：2006年

## 外部連結
- OzFootball profile （页面存档备份，存于）
- FC Luzern profile （页面存档备份，存于）（德文）